# Concert per a trompeta (Böhme)
El Concert per a trompeta en mi menor, op.19 (1899), és la més important i recordada de les obres d'Oskar Böhme.
Està dedicat a Ferdinand Weinschenk (1831-1910). No sabem si Böhme va o no estudiar amb ell, però mantenien tanta amistat que li dedicà aquest Concert per a Trompeta. Aquesta obra ascendia un esglaó enfront de la gran quantitat de fantasies i temes amb variacions que estaven sortint a la llum per a trompeta. Això ens condueix a pensar que Oskar Böhme tenia intenció de millorar el repertori del seu propi instrument. El dia que es va interpretar per primer cop fou el 9 de juny de 1899, en un concert nocturn al Conservatori de Leipzig on el solista fou Friedrich Steuber.
Lars Naess va dedicar la seva tesi doctoral a aquest concert i el va enregistrar per primer cop (i no en tenim constància que n'hi hagi hagut més) en la clau original i amb orquestra. Generalment aquest concert es toca en una versió editada de Sergey N. Yeriomin (que canvià el tempo del segon temps, convertint-lo en Adagio festivo). En un principi, el concert estava escrit per corneta en La. I segueix el model d'esquema de concerts romàntics. Sommerhalder també va retrobar aquest concert i el va enregistrar, com també enregistrà i redescobrí altres composicions de Böhme.
L'estructura del concert es divideix en quatre moviments:
- Allegro moderato
- Adagio religioso
- Allegretto
- Rondó: Allegro scherzando